# Oiophysa paradoxa

Oiophysa paradoxa  (лат.) — вид полужесткокрылых насекомых из семейства Peloridiidae. Новая Зеландия.

## Описание
Мелкие полужесткокрылые насекомые с полупрозрачными надкрыльями, длина тела 2—3 мм. Ширина головы 1,26 мм;
длина головы 0,29 мм. Комбинированная ширина двух надкрылий до 1,55 мм. Основная окраска желтоватая, глаза красновато-коричневые. Форма тела широкоовальная, плоская. Голова поперечная, овальная. Пронотум в 3,3 раза шире своей длины. Оцеллии отсутствуют. Усики короткие 3-члениковые, булавовидные. Ротовые части гопогнатические. Лапки 2-члениковые. Нелетающие брахиптерные насекомые. Встречаются в подокарповых и широколиственных лесах и на Olearia colensoi. Сезонность: отмечены в феврале.